# Hámilton Ricard
Hamilton Ricard, född 12 januari 1974 i Chocó i Colombia, är en colombiansk före detta fotbollsspelare.